# Tysfjorden

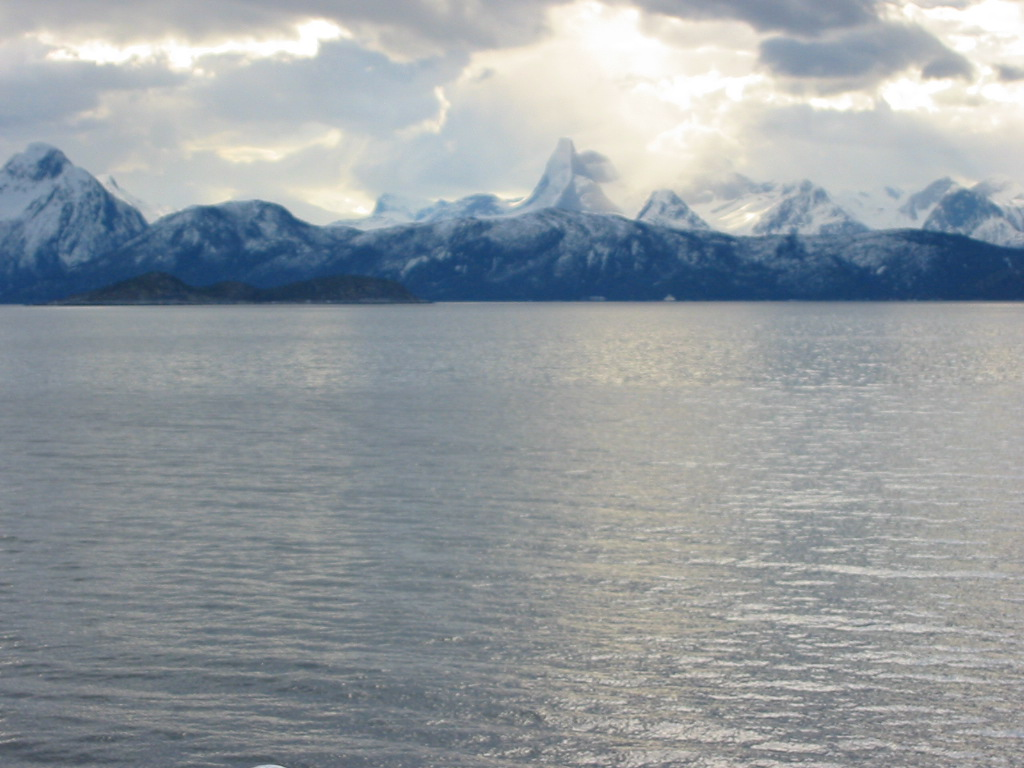
Stetind sett från Tysfjorden.

Tysfjorden (lulesamiska: Divtasvuodna) är en fjord i Norska havet, på gränsen mellan Hamarøy kommun och Narviks kommun i Nordlands fylke i norra Norge. Fjorden sträcker sig 58 kilometer söderut till Hellemobotn i änden av Hellemofjorden. Från Hellemobotn är det bara drygt sex kilometer till svenska gränsen och här är Norge som smalast. Det norska namnet är en avledning av det lulesamiske "divtas". Andraledet "vuodna" betyder «fjord».
Fjorden har sitt inlopp mellan Korsnes i sydväst och Brenneset i nordost. Inloppet ligger något söder om Barøya, som markerar den inre gränsen till Vestfjorden och inloppet till Ofotfjorden, som går österut. Strax innanför inloppet till Tysfjorden ligger Bognes på västsidan. Härifrån går det färja över till Skarberget. Denna färjeförbindelse är en del av Europaväg 6. Från Bognes går det även färja ut i fjorden och över till den inre delen av Vestfjorden till Lødingen, som utgör en del av riksväg 85. Här går också fjordarmen Skrovkjosen österut. 
Söder om Bognes blir fjorden smalare, men den öppnar sig snart igen. Här ligger Haukøyfjorden i den östligaste delen av fjorden, den är uppkallad efter Haukøyholmen, som ligger på östsidan. Från Haukøyfjorden går det flera fjordarmar söderut, österut och norrut. Stefjorden går österut och den har även Sildpollen som fjordarm norröver. Söder om Stefjorden ligger Tømmeråsfjorden och söder om denna går Fuglfjorden söderut. Väster om Fuglfjorden ligger Kjelkvika. Väster om Haukøyfjorden går den mindre Beisfjorden en liten bit västerut. 
Väster om Kjelkvika går Tysfjorden vidare söderut till Hulløya och här delar den sig igen i flera fjordarmar. På norrsidan av Hulløya ligger Kjøsviksundet och på öster om ön går Indre Tysfjorden österut. Kjøpsvik ligger vid inloppet till denna fjordarm. Inre Tysfjorden går först åt nordost och sedan i sydostlig riktning till Sørfjorden. Syderost om Hulløya går Mannfjorden i sydostlig riktning och väster om denna ligger Grunnfjorden. Väster om Grunnfjorden och sydväst om Hulløya går Hellemofjorden vidare söderut. Den är den längsta av alla Tysfjordens fjordarmar.
Strax norr om inloppet till Hellemofjorden, på västsiden av Tysfjorden, ligger samhället Drag och härifrån går det färja över fjorden till Kjøpsvik.
Förutom Europaväg 6 går riksväg 827, samt fylkesväg 7534, fylkesväg 7536 och fylkesväg 7540 längs fjorden. 
Tysfjorden hette tidigare Titisfjorden.